# Venevisión
Venevisión er en venezuelansk terrestrisk tv-kanal ejet af Grupo Cisneros. Det blev grundlagt i 1961 af Diego Cisneros.